# Дубровка (Чечерский район)
Дубровка (бел. Дубраўка) — бывшая деревня в Ровковичском сельсовете Чечерского района Гомельской области Республики Беларусь. После катастрофы на Чернобыльской АЭС подверглась радиационному загрязнению. В 1992 году все жители переселены в чистые места.

## География
В 13 км на юг от Чечерска, 35 км от железнодорожной станции Буда-Кошелёвская (на линии Гомель — Жлобин), 52 км от Гомеля. На юге граничит с лесом.

## Транспортная сеть
Транспортные связи по просёлочной дороге, затем по шоссе Довск — Гомель. Планировка состоит из прямолинейной улицы, ориентированной с юго-востока на северо-запад, к которой с юга и севера присоединяются по одному переулку. Застройка деревянная, усадебного типа. Частично сгорела.

## История
Согласно письменным источникам известна с XIX века как селение в Дудичской волости Рогачёвского уезда Могилёвской губернии. Согласно переписи 1897 года действовала ветряная мельница. В 1909 году жители деревни владели 232 десятинами земли.
В 1926 году работал почтовый пункт, в Новазаречском сельсовете Чечерского района Гомельского округа. В 1930 году организован колхоз. 36 жителей погибли на фронтах Великой Отечественной войны. Согласно переписи 1959 года входила в состав колхоза имени С. М. Кирова (центр — деревня Крутое).
После катастрофы на Чернобыльской АЭС деревня подверглась радиационному загрязнению. В 1992 году жители (34 семьи) переселены в чистые места.

## Население
- 1880 год — 19 дворов 143 жителя.
- 1897 год — 31 двор, 164 жителя (согласно переписи).
- 1909 год — 24 двора, 151 житель.
- 1926 год — 25 дворов.
- 1959 год — 175 жителей (согласно переписи).
- 1992 год — жители (34 семьи) переселены.